# フリー・ライド
『フリー・ライド』（A Free Ride）は、『グラス・サンドイッチ』（A Grass Sandwich）としてもその題が知られるサイレント期のポルノ映画。現存するアメリカ映画でも最古のハードコア・ポルノの一つと考えられており、ロードサイドで二人の女性をひろったドライバーが、彼女たちと性交にふける様を描いている。多くの専門家がこの映画を1915年の作品とみなしているが、それ以降を制作年とする説もある。監督は偽名を用いており、演者についてもわかっていない。撮影地は不明だが、ニュージャージー州で制作されたと考えることはできる。出演者たちが何者かということについては、二つの相反する説があり、彼らが下層階級の人間であるという説と、社会的に高いステータスを持っていたという説がみられる。キンゼイ研究所はコレクションとしてこの映画のプリントを収蔵していることで知られている。現代ではセックス博物館の除幕式でこの『フリー・ライド』が上映されたほか、2004年にはニューヨークを拠点に活動する映画監督がこの作品をリメイクしている。

## あらすじ
『フリー・ライド』は、映画の設定についてのインタータイトルから始まる。曰く「広く開けた場所。そこで男は男であり、女は女になる。この丘はロマンスと冒険に満ちていた」。自宅のそばの通りを並んで歩く二人の女性が映し出され、そこにヘインズ自動車の右ハンドルのツーリングカーを運転する裕福そうな男がやってきて、車に乗らないかと誘う。女たちは恥じらいはするものの申し出を受け入れ、フロントシートに男と並んで座った。すると男はキスと愛撫を始める。さらに男が木の裏手で小便をすると、彼女たちはのぞきこむようにその様をみつめ、小便が終わりそうになるのをみるやすぐさま車へと戻る。男が車に戻ってくると、今度は彼女たちが木の裏で小便をし始め、男はこっそりとそれをのぞき見るとともに劣情を催す。車に戻ってきた女たちに、男は飲み物をすすめた。
その後、男と片方の女が連れ立って木陰へと歩いて行き、互いに立ったままオナニーをする。車に残ったもう一人の女も、好奇心にかられて二人を追いかけ、その様子をのぞき見るうちに劣情を催し、自らを慰める。男とさっきの女は正常位でセックスをはじめる。すぐにのぞいていた女も加わり、男と後背位でセックスをする。そして三人での絡みとなり、女の一人が男にフェラチオを行う。性行為が終わると、三人は車へと戻っていった。

## 作品

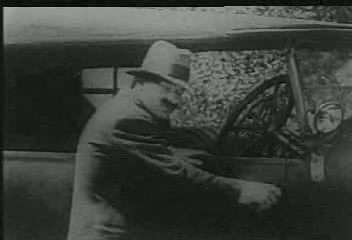
俳優がにせの口ひげと帽子を身につけていることから、デイヴ・トンプソンは制作スタッフたちがキャストを特定できないように努めていたと考えている。

イギリスの作家デイヴ・トンプソンはその著書「黒と白と青：ヴィクトリア朝からビデオデッキの時代までのエロティック・シネマ」のなかで、D・W・グリフィスが『フリー・ライド』の監督としてクレジットされた資料を挙げている（しかし、この説は後に映画史家のケヴィン・ブラウンローとトンプソン自身によって否定された）。俳優が誰かもクレジットでは明かされていない。トンプソンは演者たちが同時代のサイレント期の映画スターたちの誰とも似ていないと主張している。彼によれば、制作陣はキャストが誰か特定できないように努めており、だからこそ男優は大きなにせの口ひげと帽子を身につけているのである。映画が終わる頃にこの口ひげが外れるのだが、男は口ひげをつけ直すまで顔を隠している。一方でトンプソンは「あてにはならない」と前置きしつつ、初期のポルノ映画の出演者は社会的なステータスの低い者たちが集められたという資料を引用している。つまり、ホームレスや薬物中毒、精神障害者、売春婦、ちんぴらである。だが彼はこういった説には文献的な裏付けがないに等しく、役者たちはむしろ高い社会的ステータスを持っていただろうと述べている。
『フリー・ライド』は屋外で撮影されており、文化史家のジョゼフ・スレイドによれば、ロケ地がニュー･ジャージー州であるという逸話がある。制作時期についていえば、アル・ディ・ ラウロやジェラルド・ラブキン、ジョナサン・ロスなどほとんどの学者がこの作品は1915年作であり、アメリカ映画でも現存する最初期のハードコア・ポルノであると考えている。さらにロサンゼルス・タイムズのコラムニスト、ジェイ・ジョーンズはこの『フリー・ライド』が商業的な目的でつくられた最初のポルノ映画だとしている。1915年という制作年については、いくつか異論も存在する。例えばキンゼイ研究所によればこの映画は1917年から1919年のあいだにつくられたものだ。映画史家のリンダ・ウィリアムズも、『フリー・ライド』が現存する最古の成人映画であるという説は「疑わしい」と述べている。ケヴィン・ブラウンローは「純真さの仮面の裏で」という本のなかで、「ファッションから判断する限りでは、この映画が実際につくられたのは1923年ごろ」だと主張している。トンプソンはこうした制作年を1915年以降とする主張のもとになっている証拠がいいかげんなものだとしつつ、ブウラウンローに同意する専門家がいることは記している。1923年という日付を裏付ける証拠の一つとして挙がるのが、片方の女優のヘアスタイルがメアリー・ピックフォードに似ていることである。ピックフォードは1920年代にアメリカの映画産業の中心人物となった女優の一人であり、それゆえ後年の制作年代を支持する人々は『フリー・ライド』の女優がピックフォード風のかつらをつけていると主張しているのである。トンプソンはカールのかかったピックフォード風の髪型は1910年代にはすでに人気があったと指摘し、1914年のフォトプレイ誌でのピックフォードのインタビューを引用している。それによれば、彼女は自分の髪のことを尋ねる手紙に辟易していると語っているのである。トンプソンはさらに、女優が本当にかつらをかぶっていること自体がそもそも疑わしいとしている。

## 公開
『フリー・ライド』は1915年にそのターゲット層に向けて初めて公開された。とはいえ当時のきびしい倫理観では公共の映画館で成人向け映画を上映することは不可能だった。この時代のポルノ映画がそうであったように、この作品も検閲を逃れて地下で公開され、流通した。上映場所はたとえば売春宿であったり、いわゆる紳士クラブやスタッグ・パーティー、公共の場で男性が開く違法な集会など、とかく男性だけが集まる会場であった。この映画は社会の大部分と政府の目からは隠されたままだった。

## 分析

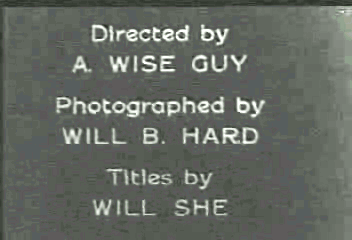
オープニングクレジットに登場する役者とスタッフはユーモラスなまでに露骨な偽名である。

ウィリアムズによれば、『フリー・ライド』には初期のポルノ映画というジャンルにみられる類型的な様式がみられる。「のぞき」やセックス、フェラチオ、トリプルセックス、嗜尿などである。アルゼンチン映画の『El Satario』（1907年 - 1915年ごろ）、ドイツの『Am Abend』（1910年ごろ）のように、この映画も素朴な物語風の出だしから、より様式化された映画としての徴候をわずかな間のぞかせつつ、結局は断片的にハードコアな場面を映し出す。ローレンス・オトゥールはこのような初期の成人映画を「場当たり的なカメラワークとだらしない編集がまざりあっている」と表現している。しかし、1910年以降の成人映画がそうであるように、この作品も先行する非商業的なポルノのクォリティと比較すれば秀でているといえる。
ジャーナリストのルーク・フォードは『フリー・ライド』においてストーリーよりセックスが優先されていると語っている 。この映画はオープニングクレジットでユーモアを発揮しており、監督が「A・ワイズ・ガイ」、カメラマンが「ウィル・B・ハード」、タイトルライラ―が「ウィル・シー」の名で紹介されている。ウィリアムズはこういった洒落を「むきだしのユーモア」と表現し、この時代のアメリカ産ポルノ映画に共通したものだとも指摘している。バッファローのフランク・ホフマン教授はこの映画の制作基準からみて、それまでも成人映画の実験的作品がつくられていたと述べている。『フリー・ライド』のような映画の初期段階を経て、成人映画は瞬く間に「決まりきった視覚体験へと硬直化していく」とオトゥールは指摘している。
さらにホフマンは『フリー・ライド』にはポルノ映画の原型的な要素がいくつも含まれていると指摘する。例えばそれは、物語を動機付けたり女性を性的に興奮させる視覚的な刺激を描き出すための緻密な考えにもとづいてはいるが単純な設定であったり、日常生活ではふつうあまりないテーマであったり、直接的で素早い誘惑であり、もちろん映画の中心的なテーマとなっているセックスである。

## 受容
『フリー・ライド』は1910年代の成人向け映画として有名であり、ウィリアムズがいうようにポルノ映画の古典とみなされている。またこの作品は、キンゼイ研究所がコレクションする『El Satario』、『Am Abend』と並んで最も初期のポルノ映画3作品のうちの一つでもある。1970年のドキュメンタリー映画「ブルー・フィルムの歴史」には、この映画の一場面が使われている。ニューヨークのセックス博物館ではその2002年の除幕式でこの映画が上映された。ニューヨークを拠点に活動する映画監督、リサ・オッペンハイムは2004年にこの映画を俳優を登場させずにリメイクしている。この映画の出来事は、「風景と木」で表現されている。